# Liste der Gouverneure von Assam
Die folgende Tabelle listet die Gouverneure von Assam seit der Unabhängigkeit Indiens mit jeweiliger Amtszeit auf. Ein Gouverneursamt in Assam wurde bereits 1921 unter britischer Kolonialverwaltung geschaffen. Die Gebiete von Nagaland, Mizoram, Arunachal Pradesh und Meghalaya wurden in den 1960er und 1970er Jahren aus Assam herausgelöst, einer Selbstverwaltung unterstellt und erhielten später Bundesstaatsstatus.
| #  | Name                                       | Amtsantritt        | Ende der Amtszeit  |
| 1  | Muhammad Saleh Akbar Hydari (1894–1948)    | 4. Mai 1947        | 28. Dezember 1948  |
| 2  | Ronald Francis Lodge (1889–1960)           | 30. Dezember 1948  | 15. Februar 1949   |
| 3  | Sri Prakasa (1890–1971)                    | 16. Februar 1949   | 26. Mai 1949       |
| 4  | Jairamdas Daulatram (1891–1979)            | 27. Mai 1949       | 14. Mai 1956       |
| 5  | Saiyid Fazl Ali (1886–1959)                | 15. Mai 1956       | 22. August 1959    |
| 6  | Chandreshwar Prasad Sinha (1899–1990)      | 23. August 1959    | 13. Oktober 1959   |
| 7  | Satyavant Mallannah Shrinagesh (1903–1977) | 14. Oktober 1959   | 12. November 1960  |
| 8  | Vishnu Sahay (1901–1989)                   | 12. November 1960  | 12. Februar 1961   |
| 9  | Satyavant Mallannah Shrinagesh (1903–1977) | 13. Februar 1961   | 7. September 1962  |
| 10 | Vishnu Sahay (1901–1989)                   | 7. September 1962  | 16. April 1968     |
| 11 | Braj Kumar Nehru (1909–2001)               | 17. April 1968     | 7. Dezember 1970   |
| 12 | Parbati Kumar Goswami (1913–1992)          | 8. Dezember 1970   | 4. Januar 1971     |
| 13 | Braj Kumar Nehru (1909–2001)               | 5. Januar 1971     | 18. September 1973 |
| 14 | Lallan Prasad Singh (1912–1998)            | 19. September 1973 | 11. August 1981    |
| 15 | Prakash Chandra Mehrotra (* 1925)          | 12. August 1981    | 28. März 1984      |
| 16 | Tribeni Sahai Misra (1922–2005)            | 29. März 1984      | 15. April 1984     |
| 17 | Bhishma Narain Singh (1933–2018)           | 16. April 1984     | 11. Mai 1989       |
| 18 | Harideo Joshi (1921–1995)                  | 12. Mai 1989       | 26. Juli 1989      |
| 19 | A. Raghuvir (1929–2007)                    | 27. Juli 1989      | 1. Mai 1990        |
| 20 | Devi Dass Thakur (1930–2007)               | 2. Mai 1990        | 16. März 1991      |
| 21 | Loknath Mishra (1922–2009)                 | 17. März 1991      | 31. August 1997    |
| 22 | Srinivas Kumar Sinha (1926–2016)           | 1. September 1997  | 4. Juni 2003       |
| 23 | Ajai Singh (1934–2023)                     | 5. Juni 2003       | 3. Juli 2008       |
| 24 | Shiv Charan Mathur (1926–2009)             | 4. Juli 2008       | 25. Juni 2009      |
| 25 | K. Sankaranarayanan (1932–2022)            | 26. Juni 2009      | 26. Juli 2009      |
| 26 | Syed Sibtey Razi (* 1939)                  | 27. Juli 2009      | 10. Dezember 2009  |
| 27 | Janaki Ballabh Patnaik (1927–2015)         | 11. Dezember 2009  | 11. Dezember 2014  |
| 28 | Padmanabha Acharya (1931–2023)             | 12. Dezember 2014  | 17. August 2016    |
| 29 | Banwarilal Purohit (* 1940)                | 22. August 2016    | 9. Oktober 2017    |
| 30 | Jagdish Mukhi (* 1942)                     | 10. Oktober 2017   | 22. Februar 2023   |
| 31 | Gulab Chand Kataria (* 1944)               | 22. Februar 2023   | 30. Juli 2024      |
| 32 | Lakshman Prasad Acharya (* 1954)           | 30. Juli 2024      | im Amt             |